# Festival İnternacional de Música de Gabala
Festival İnternacional de Música de Gabala (en azerbaiyano Qəbələ Musiqi Festivalı) es un festival anual de la música clásica que se celebra cada verano a partir de 2009 en Gabala, Azerbaiyán. El festival está organizado con el apoyo de la Fundación de Heydar Aliyev por la iniciativa del rector de la Academia de Música de Bakú, Farhad Badalbeyli y director Dmitri Yablonski. En este festival los músicos actúan al aire libre. Entre los participantes hubo los músicos de Europa, los Estados Unidos, Israel y las repúblicas de la antigua URSS. En cada dos años en el marco de festivo se realiza el concurso de fortepiano.

## Historia
En el año 2009 se celebró un concurso de los jóvenes pianistas al mismo tiempo. También se realizó los conciertos de jazz y mugam. En el año de 2009 el festival empezó con la obertura de Uzeyir Hajibeyov - "Koroglu". La ceremonia de inauguración del festival se encargó a Royal Philharmonic Orchestra. Dmitri Yablonski, Yuri Bashmet, Khloe Khanslip y otros músicos participaron en el festival. 
En el año 2010 el festival se celebró en agosto. La directora general de la UNESCO, Irina Bokova participó en la ceremonia de apertura del festival.
En el año 2011 el festival duró del 15 de julio al 5 de agosto. Además de los músicos famosos, anteriormente intervenidos en los destivales, en 2011 también participan los nuevos participantes como Denis MAtsuyev, Shlomo Mints, Sergei Leiferkus, Alena Baieva, etc.
El cuarto festival se celebró desde 22 de julio hasta 5 de agosto de 2012. En festival participaron 350 músicos de 10 países del mundo. Como siempre el festival fue inaugurado por la Orquesta Sinfónica Estatal de nombre de Uzeyir Hajibeyov. En el marco de festival fue celebrados los aniversarios de Muslim Magomayev, Fikrat Amirov y Niyazi.
Siguiente festival duró del 24 de julio al 6 de agosto de 2013. En este año, en el festival participaron los colectivas musicales de 11 países, incluyendo Orquesta Sinfónica de Ierusalim, Orquesta Sinfónica Estatal "Rusia Nueva", Orquesta Sinfónica Estatal de Azerbaiyán u otros. En el marco de quinto festival de música de Gabala fue celebrado la noche de música de cámara al homenaje de Sergei Rakhmaninov.
En 2014 el festival se celebró desde 23 de julio hasta 1 de agosto. Participantes fueron de Estados Unidos, Ucranía, Rusia, España, Israel, Azerbaiyán, etc.
Desde 25 hasta 31 de julio de 2015 fue celebrado el siguiente festival internacional de música de Gabala, en el que participaron de 12 países.
El octavo festival se realizó desde 30 de julio hasta 5 de agosto de 2016 y participaron aquí los músicos, cantantes, directores desde Azerbaiyán, Austria, Bulgaria, Rusia, Turquía, Ucrania, Estados Unidos, Italia, Francia, España, Israel, Cuba u otros países.
En 2017 el festival se celebró desde 29 de julio hasta 3 de agosto. En el marco de festival fueron intervenidos Orquesta Sinfónica estatal de Azerbaiyán de nombre de Uzeyir Hajibeyov, Orquesta Sinfónica del Teatro Académico Estatal de Opera y Ballet u otros.
En 2018 fue celebrado 10 aniversario del festivo y duró desde 22 de julio hasta 5 de agosto.
La ceremonia de apertura del XI Festival Internacional de Música de Gabala se celebró el 31 de julio de 2019.  El festival fue organizado por la Fundación Heydar Aliyev con el apoyo del Ministerio de Cultura y Gilan Holding.

## Fotos

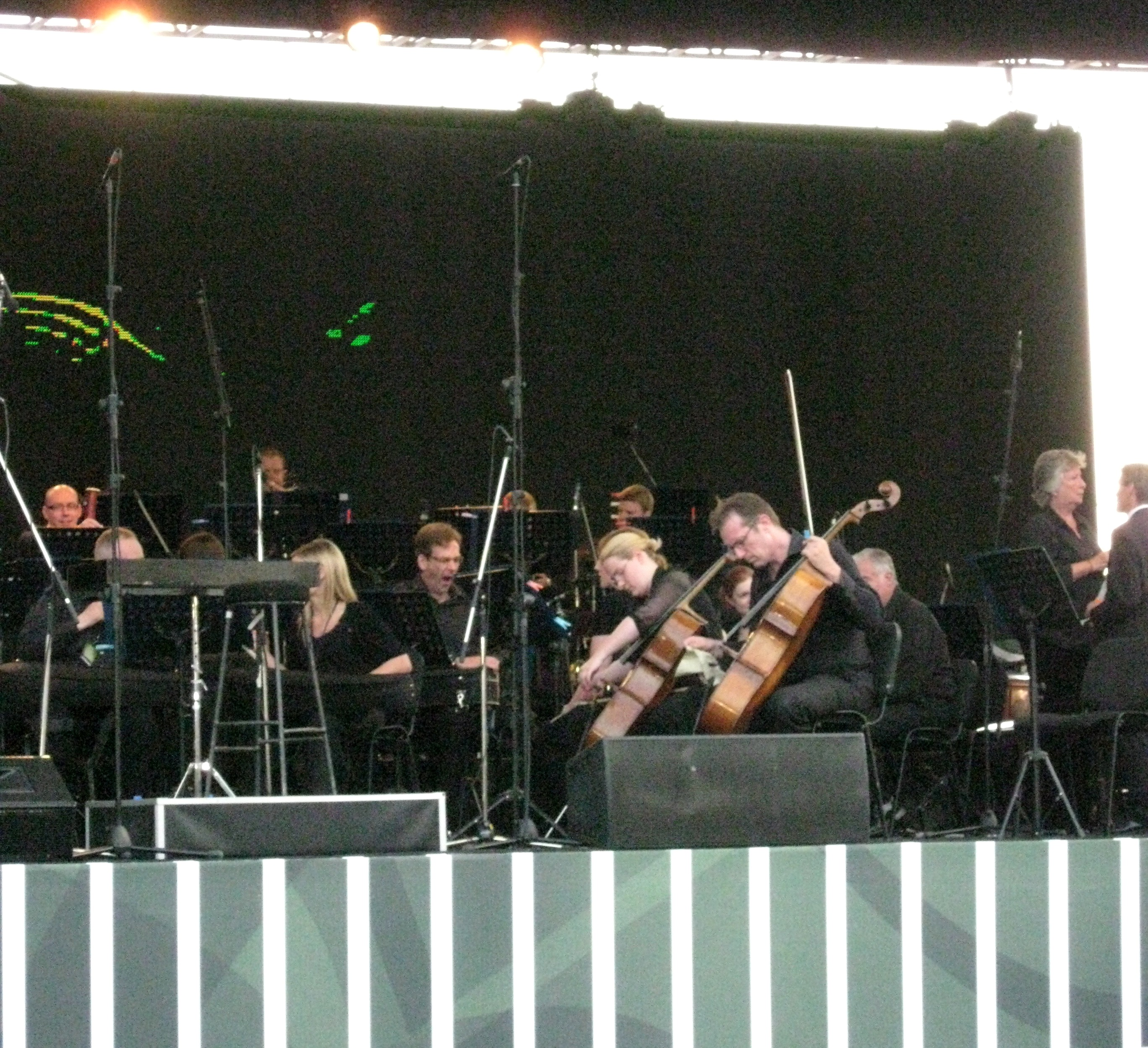
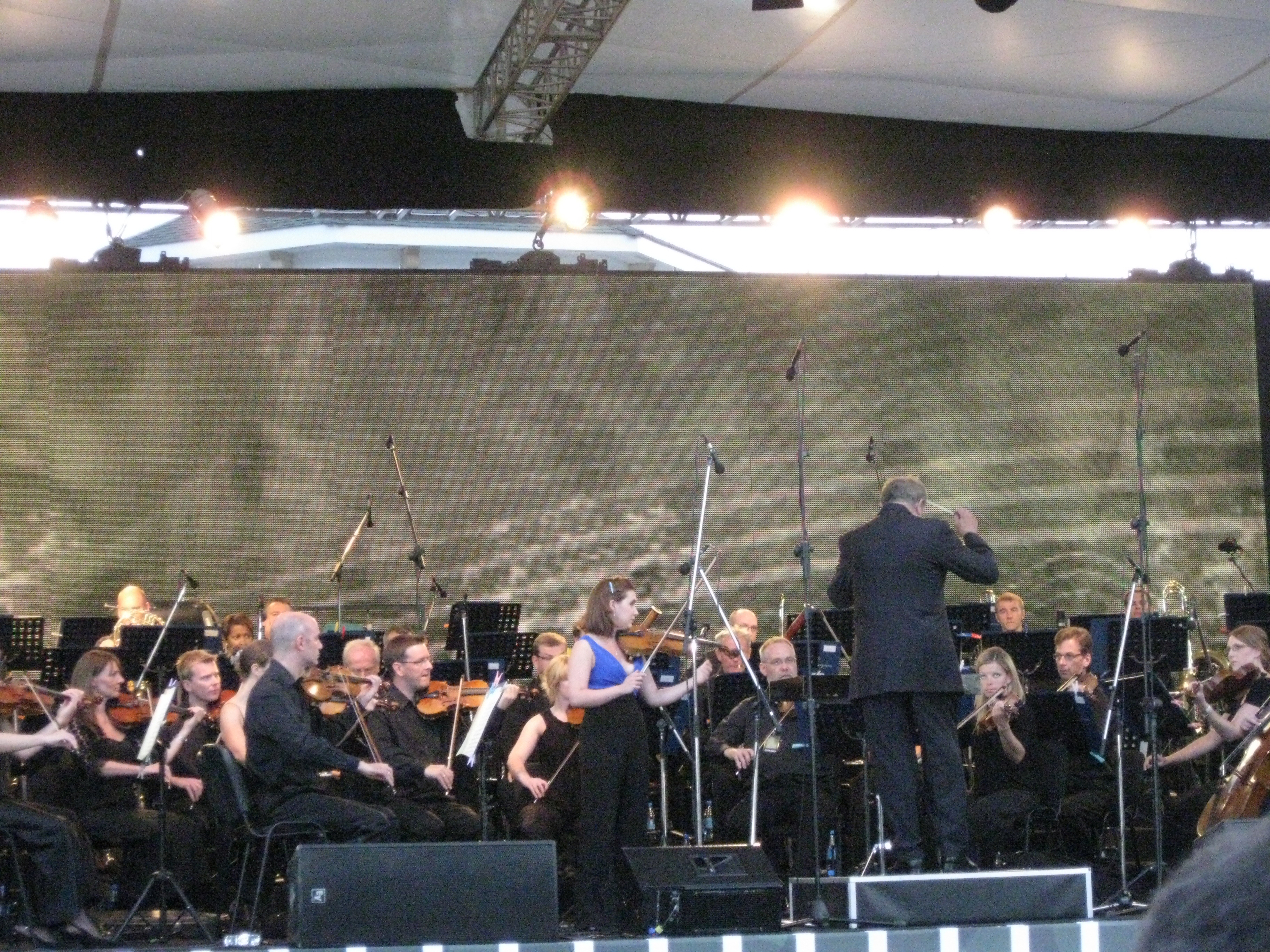
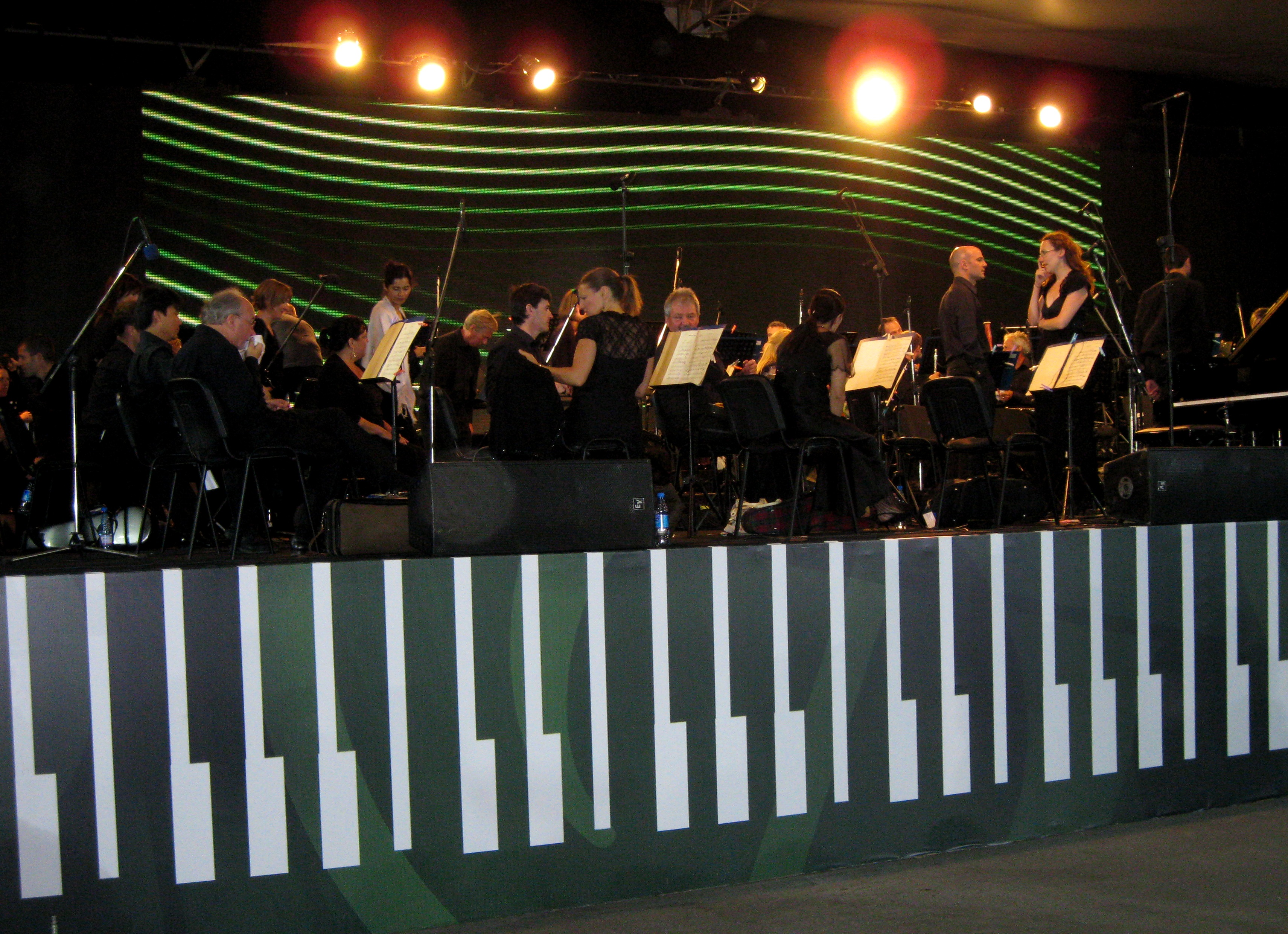
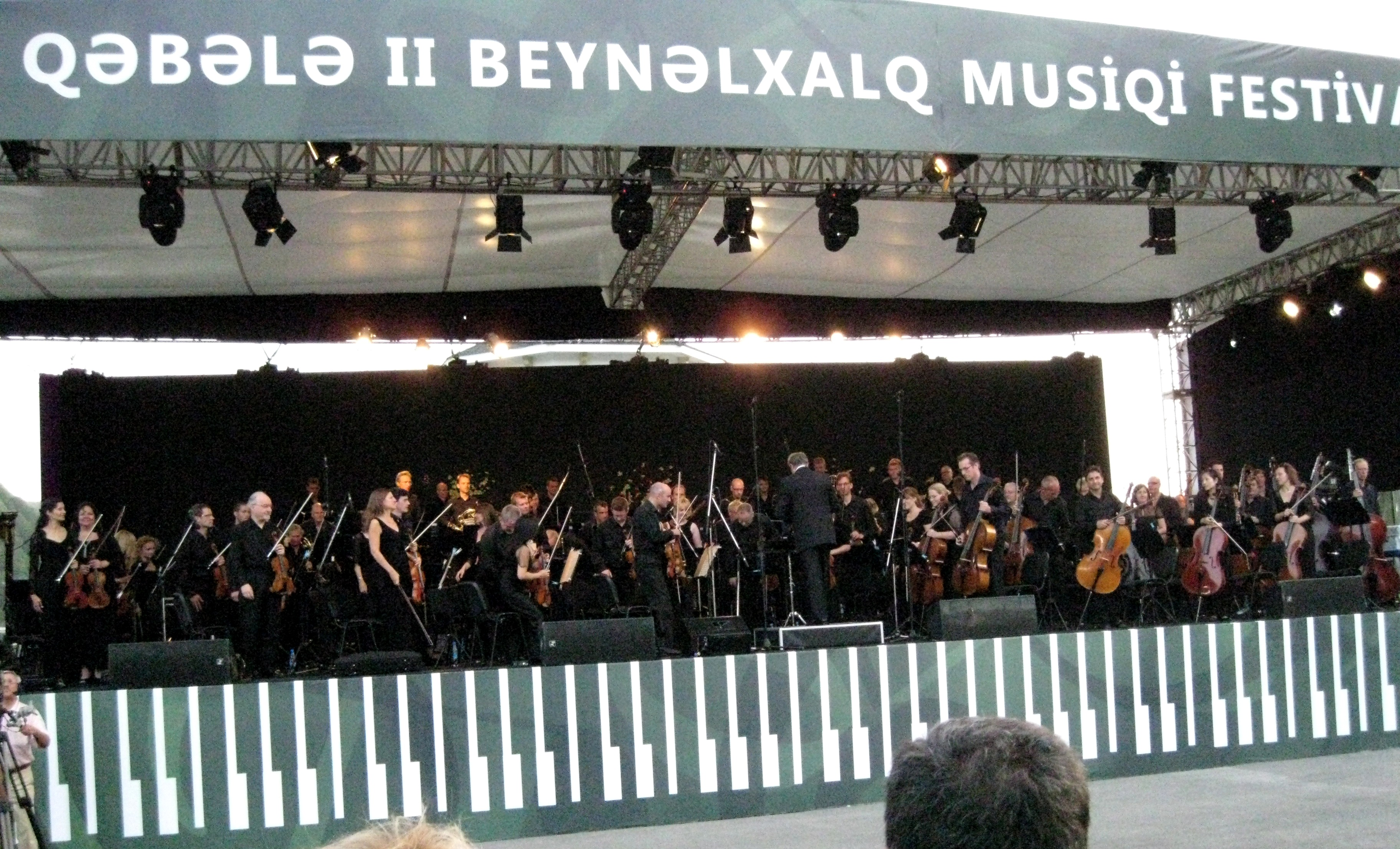
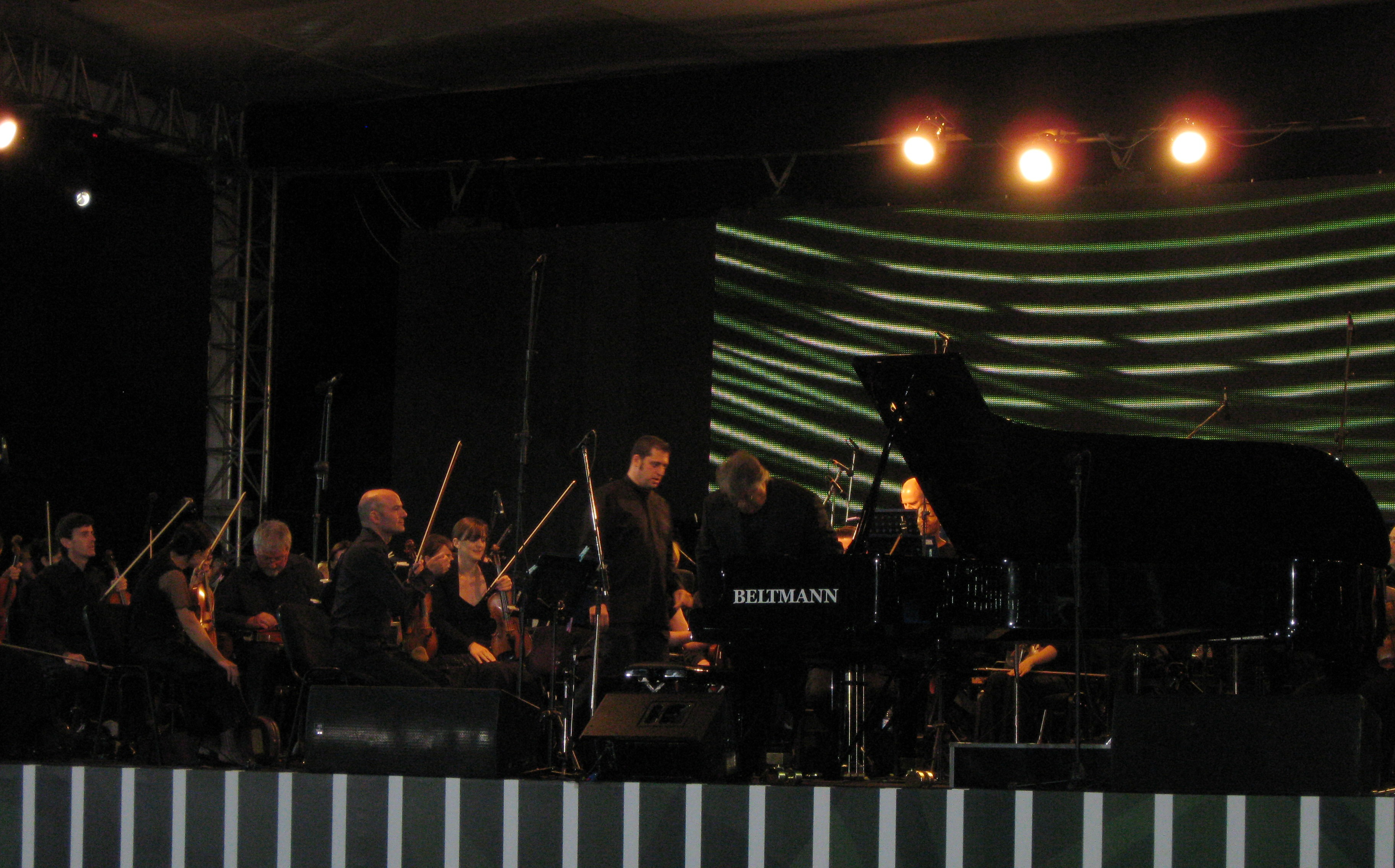
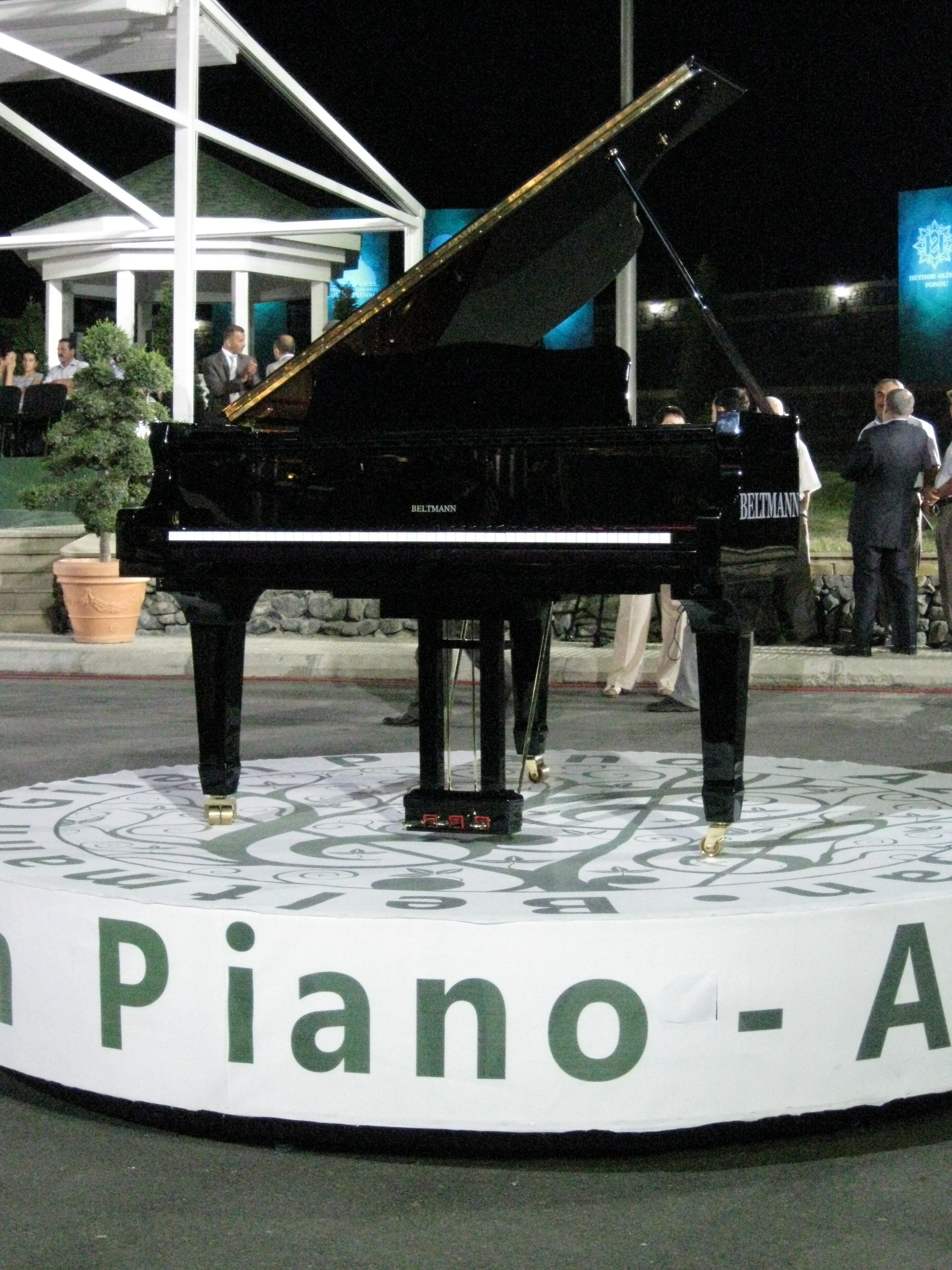